# بيتر ييراتشيك
بيتر ييراتشيك (بالتشيكية: Petr Jiráček)‏ (مواليد 2 مارس 1986 في توتشوريتسه، تشيكوسلوفاكيا) لاعب كرة قدم تشيكي يجيد اللعب في مركز الوسط الأيسر ويلعب حاليا في نادي فولفسبورغ الألماني منذ 2012.

## روابط خارجية
- بيتر ييراتشيك على موقع الاتحاد الأوربي (الإنجليزية)
- بيتر ييراتشيك على موقع الاتحاد التشيكي (الإنجليزية)
- بيتر ييراتشيك على موقع قاعدة بيانات كرة القدم.إي يو (الإنجليزية)
- بيتر ييراتشيك على موقع بيانات كرة القدم. دي إي (الألمانية)
- بيتر ييراتشيك على موقع ناشيونال فوتبول تيمز (الإنجليزية)
- بيتر ييراتشيك على موقع Soccerway.com (الإنجليزية)
- بيتر ييراتشيك على موقع عالم كرة القدم.نت (الإنجليزية)
- بيتر ييراتشيك على موقع AS.com (الإسبانية)